# Юність
Ю́ність — період розвитку людини, що передує зрілості.

## Характерні особливості
До кінця юнацького періоду завершується загальне фізичне дозрівання та статеве дозрівання організму, досягається фізична зрілість. Юнаки та дівчата досягають максимального зросту (в середньому до 21 і до 17 років, відповідно).

## Періодизація
Немає єдиної загальноприйнятої думки про часові рамки цього періоду. Періодизація вікових меж, наявна в суспільстві система вікової стратифікації, залежить від культури та змінюється з часом. В одній культурі в один і той же час існують різні підходи до визначення рамок юності. Так, підлітковий вік зазвичай вважається окремим від юності, попереднім їй етапом. Однак деякі визначення включають підлітковий вік як частину юності. Існують і вікові періодизації, що вводять між юністю і зрілістю додатковий етап (молодість, дорослішання).
Подання про юність, як про окрему перехідну стадію в житті людини не є загальним для всіх культур, в деяких культурах перехід від дитинства до зрілості полягає в короткому «ритуалі посвяти».
Середньовічне розуміння юності, як і інших вікових етапів, більше орієнтувалося на соціальний стан. Так, неодружений чоловік міг вважатися «юнаком» незалежно від віку. У XVIII столітті зростання індивідуалізму, індивідуального самовизначення, на противагу пристосуванню до наявних порядків, сприяло появі нового, романтичного, розуміння юності, як епохи «бурі і натиску», «другого народження». Книгу «Еміль, або Про виховання» Жана-Жака Руссо (1762), де ці ідеї були детально викладені, називають «відкриттям» або «винаходом» юності.